# آسته سر
{{جعبه اطلاعات روستای ایران
|نام‌رسمی=اَسته سر
|روی‌نقشه=
|عرض‌جغرافیایی=
|طول‌جغرافیایی=
|تصویر=
|اندازه‌تصویر=
|برچسب‌تصویر=
|استان=گیلان
|شهرستان=ماسال 
|بخش=شاندرمن 
|دهستان=بازارجمعه شاندرمن 
|نام‌محلی=
|نام‌های‌دیگر=
|نام‌های‌قدیمی=
|سال‌بنیاد=
|جمعیت= ۱۳۸ نفر
|رشدجمعیت=
|تراکم‌جمعیت=
|زبان= تالشی 
|مساحت=
|ارتفاع=
|میانگین‌دما=۱۰ تا ۳۰ 
|میانگین‌بارش‌سالانه=
|شمارروزهای‌یخبندان=
|کد آماری    =۰۱۱۷۵۱
|ره‌آورد=
|پیش‌شماره=
|وب‌گاه=
|جمله‌خوشامد=
|پانویس=

## جمعیت
این روستا در دهستان خوشابر قرار دارد و براساس سرشماری مرکز آمار ایران در سال ۱۳۸۵، جمعیت آن ۱۳۸ نفر (۳۵خانوار) بوده‌است.